# The Flood
The Flood je píseň britské popové zpěvačky Cheryl Cole. Píseň pochází z jejího druhého studiového alba Messy Little Raindrops. Píseň pro Cheryl Cole napsal Wayne Wilkins. Produkce se ujali producenti Wayne Wilkins a Antwoine "T-Wiz" Collins

## Hitparáda
| Žebříček  | Příčka |
| --------- | ------ |
| Anglie    | 18     |
| Irsko     | 26     |
| Skotsko   | -      |
| Slovensko | -      |
| Belgie    | -      |